# Gephyromantis cornutus
Gephyromantis cornutus is een kikker uit de familie gouden kikkers (Mantellidae). De soort werd voor het eerst wetenschappelijk beschreven door Frank Glaw en Miguel Vences in 1992. De soort behoort tot het geslacht Gephyromantis.

## Leefgebied
De kikker is endemisch in Madagaskar. De soort komt voor in het centrale oosten van het eiland en leeft in de subtropische bossen van Madagaskar op een hoogte van 850 tot 1200 meter.

## Synoniemen
- Mantidactylus cornutus Glaw & Vences, 1992